# Crupies
Crupies est une commune française située dans le département de la Drôme en région Auvergne-Rhône-Alpes.

## Géographie

### Localisation
Crupies est située à 15 km à l'est de Dieulefit et à 6 km de Bourdeaux.

### Hydrographie
Crupies est traversée par la rivière dénommée le Roubion qui prend sa source 12 km en amont, au pied de la montagne d’Angèle et se jette dans le Rhône.

### Climat
Pour des articles plus généraux, voir Climat d'Auvergne-Rhône-Alpes et Climat de la Drôme.
En 2010, le climat de la commune est de type climat méditerranéen altéré, selon une étude du CNRS s'appuyant sur une série de données couvrant la période 1971-2000. En 2020, Météo-France publie une typologie des climats de la France métropolitaine dans laquelle la commune est exposée à un climat de montagne ou de marges de montagne et se situe dans la région climatique  Alpes du sud, caractérisée par une pluviométrie annuelle de 850 à 1 000 mm, minimale en été.
Pour la période 1971-2000, la température annuelle moyenne est de 12 °C, avec une amplitude thermique annuelle de 17 °C. Le cumul annuel moyen de précipitations est de 970 mm, avec 7,8 jours de précipitations en janvier et 4,4 jours en juillet. Pour la période 1991-2020, la température moyenne annuelle observée sur la station météorologique de Météo-France la plus proche, sur la commune de Bourdeaux à 5 km à vol d'oiseau, est de 11,9 °C et le cumul annuel moyen de précipitations est de 953,4 mm,. Pour l'avenir, les paramètres climatiques de la commune estimés pour 2050 selon différents scénarios d'émission de gaz à effet de serre sont consultables sur un site dédié publié par Météo-France en novembre 2022.

## Urbanisme

### Typologie
Au 1er janvier 2024, Crupies est catégorisée commune rurale à habitat très dispersé, selon la nouvelle grille communale de densité à 7 niveaux définie par l'Insee en 2022.
Elle est située hors unité urbaine et hors attraction des villes,.

### Occupation des sols
L'occupation des sols de la commune, telle qu'elle ressort de la base de données européenne d’occupation biophysique des sols Corine Land Cover (CLC), est marquée par l'importance des forêts et milieux semi-naturels (68,8 % en 2018), une proportion identique à celle de 1990. La répartition détaillée en 2018 est la suivante : 
forêts (59,5 %), zones agricoles hétérogènes (25,1 %), milieux à végétation arbustive et/ou herbacée (9,3 %), prairies (5,5 %), terres arables (0,6 %). L'évolution de l’occupation des sols de la commune et de ses infrastructures peut être observée sur les différentes représentations cartographiques du territoire : la carte de Cassini (XVIIIe siècle), la carte d'état-major (1820-1866) et les cartes ou photos aériennes de l'IGN pour la période actuelle (1950 à aujourd'hui).

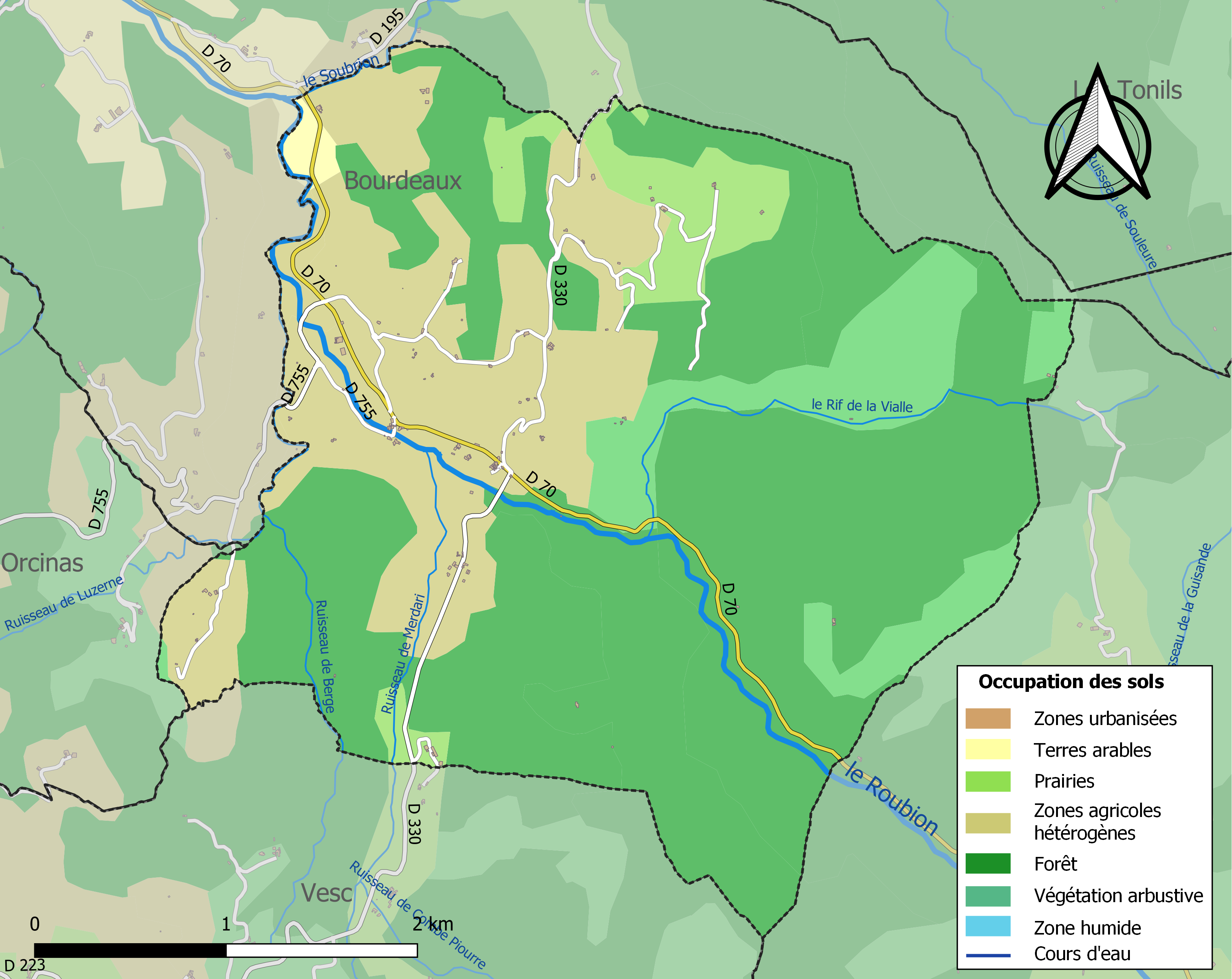
Carte des infrastructures et de l'occupation des sols de la commune en 2018 (CLC).

### Morphologie urbaine
La commune se compose de fermes et de maisons isolées ainsi que de quatre petits hameaux : les Granges, le Moulin, le Moulinet et la Viale.

#### Hameaux et lieux-dits
En 1891, le quartier et le coteau les Adrets sont attestés. Ils étaient dénommés l'Adrech en 1507 (terrier de Bourdeaux).

## Toponymie

### Attestations
Dictionnaire topographique du département de la Drôme :
- 1107 : Crispies (cartulaire de Savigny, 808).
- 1237 : Crepiasum (Columbi, De Reb. gest. Valent. et Diens, 123).
- 1247 : castrum Crispiaci (Valbonnais, II, 13).
- XIVe siècle : mention de la paroisse : capella de Crepiis (pouillé de Die).
- 1413 : Crupias (terrier de Bourdeaux).
- 1418 : Crepiarum (terrier de Bourdeaux).
- 1449 : mention de la paroisse : ecclesia de Crupiis (pouillé hist.).
- XVIe siècle : Crupia (rôles de tailles).
- 1509 : mention de l'église paroissiale, premièrement dédiée à sainte Catherine : ecclesia parochialis Sancte Catherine de Crupiis (visites épiscopales).
- 1516 : mention de la paroisse : cura de Crupiis (rôle de décimes).
- 1529 : Crispias (archives hosp. de Crest, B 11).
- 1607 : la Manche de Crubies (archives de la Drôme, E 2597).
- 1656 : Crupries (registres paroissiaux de Saou).
- XVIIe siècle : Crespey (Chorier, Hist. gén., II, 158).
- 1891 : Crupies, commune du canton de Bourdeaux.

## Histoire

### Antiquité: les Gallo-romains
Fragments d'inscriptions et monnaies romaines.

### Du Moyen Âge à la Révolution
La seigneurie :
- Crupies fait partie de la terre et du mandement de Bourdeaux.
- Possession des Isoard.
- Possession des Châteauneuf.
- Possession des comtes de Valentinois.
- 1356 : acquise par les évêques de Die, derniers seigneurs.

Au Moyen Âge, une partie appartient aux Agoult, héritiers des comtes de Die.
1276 : le comte de Valentinois fait élever un château en bois pour asseoir son autorité face à l'évêque de Die. Ce château de la Vialle était alors un lieu stratégique. Par la suite, un château en pierre fut érigé.

Il ne reste rien de ces châteaux démantelés par les habitants avant le XVIe siècle[réf. nécessaire].
Avant 1790, Crupies était une communauté de l'élection de Montélimar, subdélégation de Crest et du bailliage de Die.

Elle formait une paroisse du diocèse de Die. Son église, premièrement dédiée à sainte Catherine, le fut ensuite à saint Jean-Baptiste. La cure était de la collation de l'évêque diocésain, les dîmes appartenant au curé du lieu, par abandon du prieur de Bourdeaux, premier décimateur.

### De la Révolution à nos jours
En 1790, la commune de Crupies fait partie du canton de Bourdeaux.

## Politique et administration

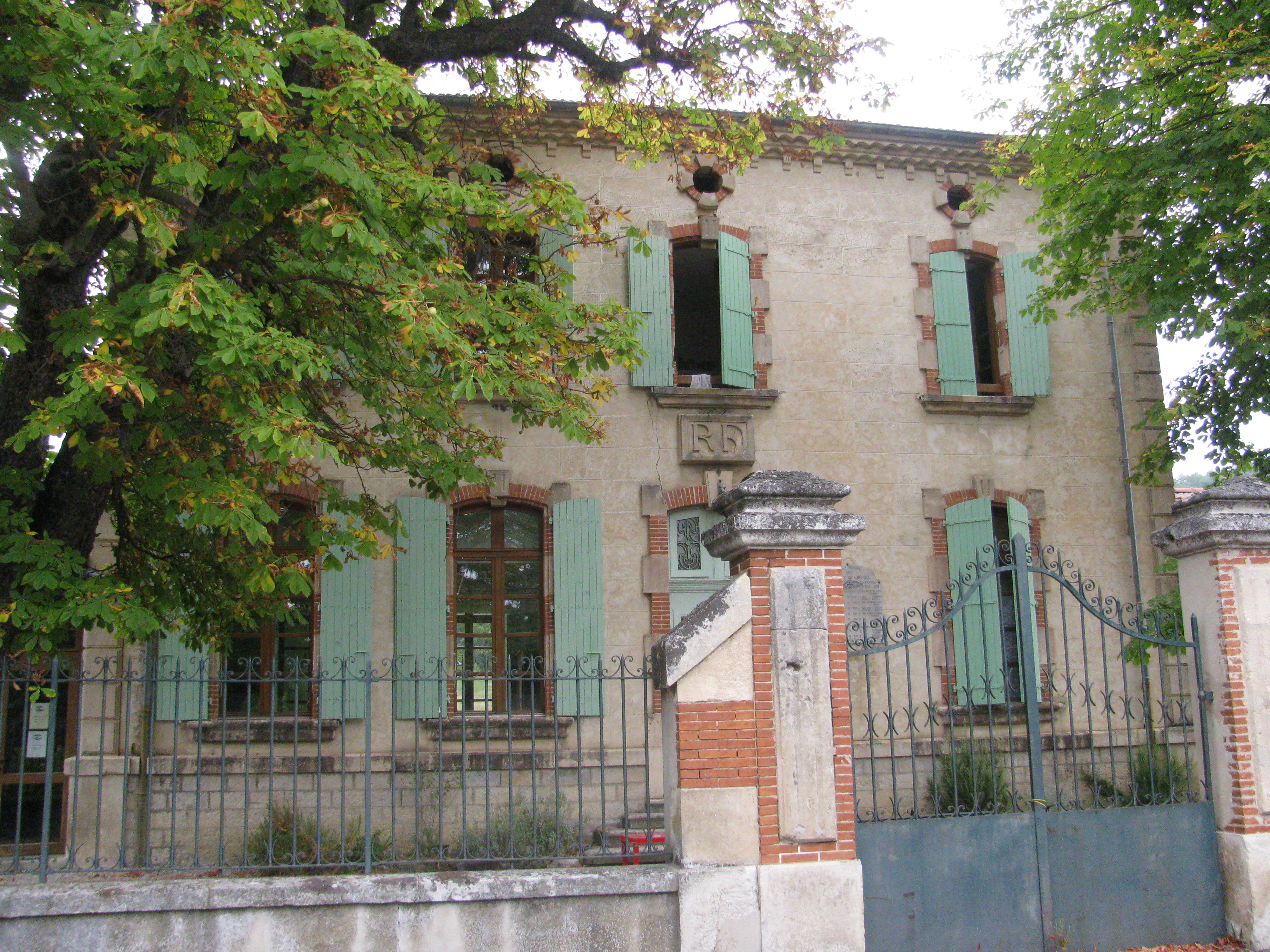
Mairie à Crupies.

### Liste des maires
| Période                                  | Période                       | Identité                            | Étiquette | Qualité       |
| ---------------------------------------- | ----------------------------- | ----------------------------------- | --------- | ------------- |
| Les données manquantes sont à compléter. |                               |                                     |           |               |
| 1871                                     |                               | ?                                   |           |               |
| 1874                                     |                               | ?                                   |           |               |
| 1878                                     |                               | ?                                   |           |               |
| 1884                                     |                               | ?                                   |           |               |
| 1888                                     |                               | ?                                   |           |               |
| 1892                                     |                               | ?                                   |           |               |
| 1896                                     |                               | ?                                   |           |               |
| 1900                                     |                               | ?                                   |           |               |
| 1904                                     |                               | ?                                   |           |               |
| 1908                                     |                               | ?                                   |           |               |
| 1912                                     |                               | ?                                   |           |               |
| 1919                                     |                               | ?                                   |           |               |
| 1925                                     |                               | ?                                   |           |               |
| 1929                                     |                               | ?                                   |           |               |
| 1935                                     |                               | ?                                   |           |               |
| 1945                                     |                               | ?                                   |           |               |
| 1947                                     |                               | ?                                   |           |               |
| 1953                                     |                               | ?                                   |           |               |
| 1959                                     |                               | ?                                   |           |               |
| 1965                                     |                               | ?                                   |           |               |
| 1971                                     |                               | ?                                   |           |               |
| 1977                                     | 1983                          | Gilbert Laurie                      | PCF       |               |
| 1983                                     |                               | ?                                   |           |               |
| 1989                                     |                               | ?                                   |           |               |
| 1995                                     |                               | ?                                   |           |               |
| 2001                                     | 2008                          | Jean-Louis Armand                   | DVG       | agriculteur   |
| 2008                                     | 2014                          | Jean-Louis Armand                   |           | maire sortant |
| 2014                                     | 2020                          | Jean-Louis Armand                   |           | maire sortant |
| 2020                                     | En cours (au 20 janvier 2021) | Lionel Vincent[source insuffisante] |           |               |

## Population et société

### Démographie
L'évolution du nombre d'habitants est connue à travers les recensements de la population effectués dans la commune depuis 1793. Pour les communes de moins de 10 000 habitants, une enquête de recensement portant sur toute la population est réalisée tous les cinq ans, les populations de référence des années intermédiaires étant quant à elles estimées par interpolation ou extrapolation. Pour la commune, le premier recensement exhaustif entrant dans le cadre du nouveau dispositif a été réalisé en 2007.

En 2022, la commune comptait 97 habitants, en évolution de −1,02 % par rapport à 2016 (Drôme : +2,64 %, France hors Mayotte : +2,11 %).
| 1793 | 1800 | 1806 | 1821 | 1831 | 1836 | 1841 | 1846 | 1851 |
| ---- | ---- | ---- | ---- | ---- | ---- | ---- | ---- | ---- |
| 460  | 441  | 448  | 413  | 451  | 422  | 421  | 420  | 434  |

| 1856 | 1861 | 1866 | 1872 | 1876 | 1881 | 1886 | 1891 | 1896 |
| ---- | ---- | ---- | ---- | ---- | ---- | ---- | ---- | ---- |
| 396  | 380  | 352  | 360  | 348  | 300  | 260  | 246  | 205  |

| 1901 | 1906 | 1911 | 1921 | 1926 | 1931 | 1936 | 1946 | 1954 |
| ---- | ---- | ---- | ---- | ---- | ---- | ---- | ---- | ---- |
| 210  | 229  | 200  | 164  | 150  | 139  | 123  | 113  | 101  |

| 1962 | 1968 | 1975 | 1982 | 1990 | 1999 | 2006 | 2007 | 2012 |
| ---- | ---- | ---- | ---- | ---- | ---- | ---- | ---- | ---- |
| 88   | 80   | 85   | 86   | 79   | 89   | 93   | 93   | 91   |

| 2017 | 2022 | - | - | - | - | - | - | - |
| ---- | ---- | - | - | - | - | - | - | - |
| 100  | 97   | - | - | - | - | - | - | - |

### Enseignement
La commune relève de l'académie de Grenoble.

### Manifestations culturelles et festivités
- Fête : le premier dimanche d'août[14].

### Loisirs
- Randonnées[14].
- Pêche et chasse[14].

### Médias
Le territoire de la commune se situe dans l'aire de diffusion de plusieurs médias :
- Presse écrite
  - Le Dauphiné libéré, quotidien régional qui consacre, chaque jour, y compris le dimanche, dans son édition de « Romans et Drôme des collines » un ou plusieurs articles à l'actualité du canton et de la commune, ainsi que des informations sur les éventuelles manifestations locales, les travaux routiers, et autres événements divers à caractère local.
  - L'Agriculture Drômoise, journal d'informations agricoles et rurales, couvre l'ensemble du département de la Drôme.
  - Drôme Hebdo (ancien Peuple Libre), hebdomadaire chrétien d'informations.
- Presse audio-visuelle
  - Ici Drôme Ardèche est une radio publique locale diffusée sur son territoire et sur celui du département de la Drôme.

## Économie

### Agriculture
La vie économique de la commune est dominée par l’agriculture, orientée vers la production de fourrages, de céréales, de plantes aromatiques (lavande). En outre les pâturages permettent l’élevage de caprins, ovins et bovins en vue notamment de la production de fromages.
- Produits locaux : fromage Picodon[14].

### Tourisme
- Site du bourg près du confluent du Roubion et du Merdari[14].

## Culture locale et patrimoine

### Lieux et monuments
- Château ruiné de la Vialle[14].

- Chapelle Saint-Jean de Crupies : Solitaire, isolée sur le plateau qui domine la vallée du Roubion, la chapelle Saint-Jean de Crupies est une petite église romane du XIIe siècle, encore en très bon état, avec abside en cul-de-four, arcs en plein cintre et fragments de chancel paléochrétien[14]. Elle a été inscrite en 1981 à l’inventaire supplémentaire des Monuments Historiques. Afin de poursuivre la réhabilitation de l’édifice, l’association Chapelle Saint Jean a été créée en 2003 : elle organise chaque été plusieurs  manifestations festives et des concerts  permettant tout à la fois  de recueillir des fonds et de faire mieux connaître ce joyau architectural de l'art roman, un des plus anciens de la Drôme[20].

### Patrimoine culturel
- Centre musical Musiflore[14].Rénové en 2006, d’une capacité de 125 lits et adapté aux personnes à mobilité réduite, Musiflore est un centre de vacances proposant un hébergement confortable, un auditorium et de multiples salles d’activités au cœur d’un parc de 48 hectares de prairies et de forêt, accueillant aussi bien des enfants, en classe de découverte ou l'été en colonie de vacances, que des adultes. Les enfants sont initiés à diverses disciplines, telles que le cirque, le théâtre, la danse, l’accrobranche et surtout la musique, le cente disposant d'une centaine d'instruments.

### Héraldique, logotype et devise
|  | Crupies possède des armoiries dont l'origine et le blasonnement exact ne sont pas disponibles. |